# Platanar Abajo 2da. Sección B
Platanar Abajo 2da. Sección B är en ort i Mexiko.   Den ligger i kommunen Pichucalco och delstaten Chiapas, i den sydöstra delen av landet, 600 km öster om huvudstaden Mexico City. Platanar Abajo 2da. Sección B ligger 47 meter över havet och antalet invånare är 281.
Terrängen runt Platanar Abajo 2da. Sección B är huvudsakligen platt, men söderut är den kuperad. Runt Platanar Abajo 2da. Sección B är det ganska glesbefolkat, med 43 invånare per kvadratkilometer. Närmaste större samhälle är Chontalpa, 11,5 km nordväst om Platanar Abajo 2da. Sección B. Trakten runt Platanar Abajo 2da. Sección B består till största delen av jordbruksmark.